# Ferrovia Colico-Chiavenna
La ferrovia Colico-Chiavenna è una linea ferroviaria italiana, gestita da RFI.

## Percorso e caratteristiche
|  | Continuation backward |

|  | Station on track |

| Unknown route-map component "CONTgq" | Unknown route-map component "ABZgr" |

|  | Unknown route-map component "hKRZWae" |

|  | Station on track |

|  | Stop on track |

|  | Unknown route-map component "hKRZWae" |

|  | Station on track |

|  | Unknown route-map component "HSTeBHF" |

|  | Stop on track |

|  | Enter and exit tunnel |

|  | Stop on track |

|  | Unknown route-map component "KBHFxe" |

| Unknown route-map component "lNATl" | Unknown route-map component "exKSTRe" + Unknown route-map component "exLENDEa" |

| Unknown route-map component "exLCONTgq" | Unknown route-map component "exLABZgr" |

|  | Unknown route-map component "exLCONTf" |

La linea si presenta a binario unico elettrificato a 3 kV in corrente continua. Lo scartamento adottato è quello ordinario (1435 mm).

## Traffico

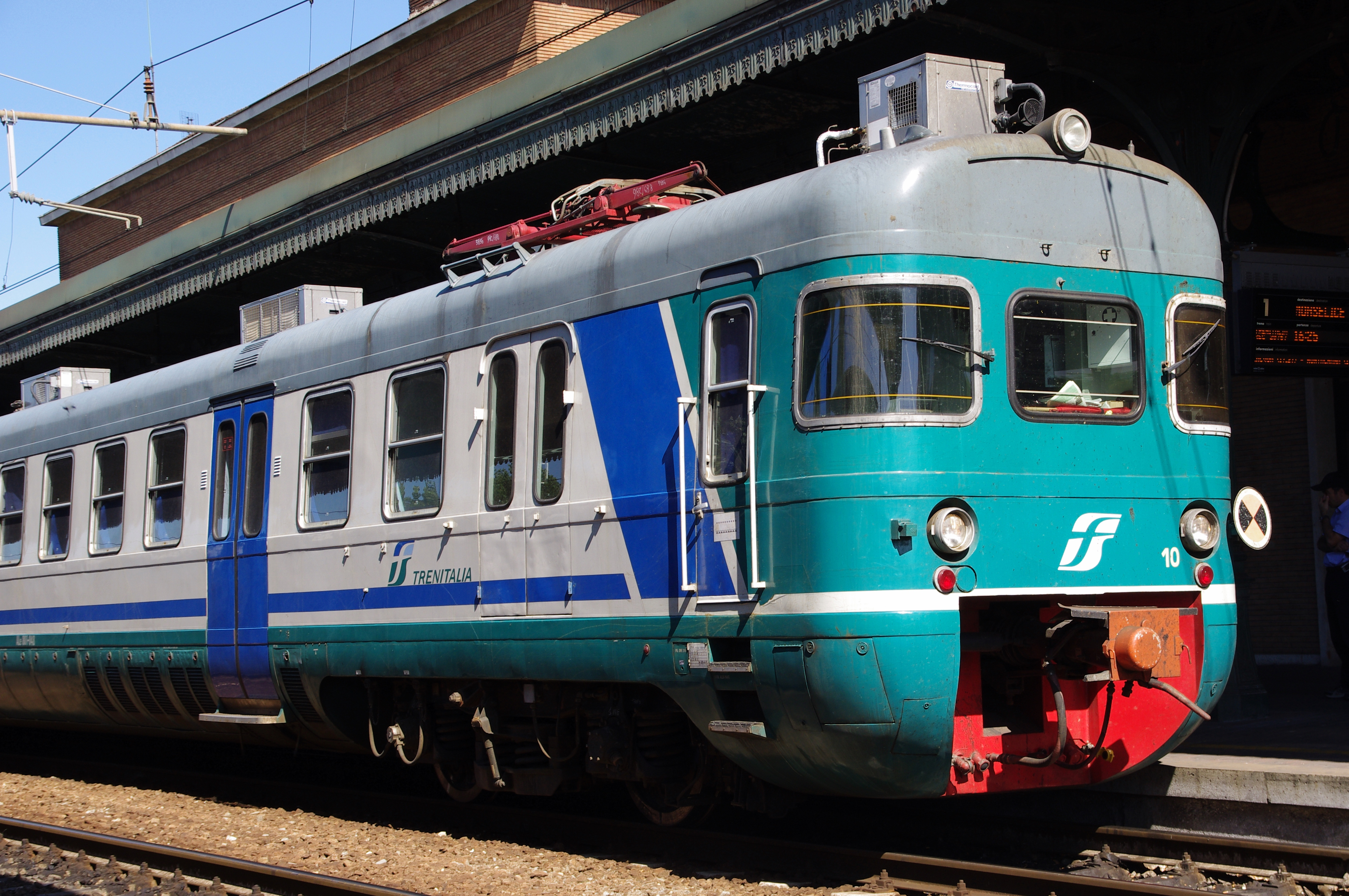
Le ALe 803 sono state utilizzate sulla linea dal 1980 al 2015

La linea è percorsa da treni regionali, effettuati da Trenord, in servizio tra i due capolinea. Nei giorni festivi circola anche una coppia di treni RegioExpress, sempre effettuati da Trenord, in servizio tra Milano Porta Garibaldi e Chiavenna. Nei giorni festivi e in agosto il numero di corse viene ridotto. Tutte le corse erano effettuate con automotrici elettriche ALe 582 fino agli inizi di ottobre 2020, quando sono entrati in servizio sulla linea i nuovi ETR 104 Donizetti di Trenord.